# Yassine Ben Gamra
Yassine Ben Gamra (arabe : ياسين بن قمرة), né le 30 janvier 1985 à Tunis, est un acteur animateur et producteur de télévision tunisien.
Il est connu grâce à sa participation à plusieurs feuilletons et séries, notamment avec ses rôles d'Elyes Abd El Hak dans Maktoub et de Badr Ben Saleh dans Awled Moufida. Il joue aussi dans plusieurs films arabes et européens sous la direction de réalisateurs comme Sami Fehri, Abdelkader Jerbi, Peter Webber, Giacomo Campiotti, Carmine Elia (it) et Pier Belloni (it).

## Biographie
Yassine Ben Gamra effectue ses études secondaires au lycée des pères blancs, où il obtient son baccalauréat (section technique) en 2003, puis ses études supérieures à l'Institut supérieur des arts multimédia de La Manouba.

### Carrière
Il commence sa carrière d'acteur en 2005, en jouant un rôle dans la série télévisée Café Jalloul de Lotfi Ben Sassi et Imed Ben Hmida.
En 2006, il fait ses premiers pas en tant qu'animateur de télévision avec l'émission Jetset sur Hannibal TV.
Il incarne le personnage d'Elyes Abd El Hak dans la série Maktoub pendant cinq saisons, de 2008 à 2014, et le personnage de Badr Ben Saleh dans Awled Moufida, également pendant cinq saisons entre 2015 et 2020.
En 2011, il tourne dans L'ombra del destino (it) de Pier Belloni (it).
En 2012, il joue le rôle de Bahan dans Omar, une série télévisée historico-dramatique produite et diffusée par MBC 1, réalisée par Hatem Ali et basée sur la vie d'Omar ibn al-Khattâb, second calife de l'islam. La même année, il interprète le rôle de Matthias dans Maria di Nazaret (it) de Giacomo Campiotti et joue également le rôle de Gaio dans le film Santa Barbara (it) de Carmine Elia (it).
En 2018, il incarne le personnage de Kheireddine Pacha dans le feuilleton Tej El Hadhra de Sami Fehri. La même année, il effectue un stage de formation aux États-Unis afin d'acquérir les techniques d'animation d'une émission de jeux.
En 2019, il tourne dans Kingdoms of Fire (en) de Peter Webber aux côtés de Fethi Haddaoui et Souhir Ben Amara.
En 2020, Ben Gamra anime et produit l'émission L'Arena diffusée sur El Hiwar El Tounsi.

### Vie privée
Yassine Ben Gamra est le dernier d'une fratrie de trois enfants dont deux sœur aînées. Il perd son père à l'âge de sept ans d'un cancer du pancréas.
Il se marie avec sa compagne de longue date, une architecte franco-tunisienne, le 7 janvier 2017 en présence de plusieurs personnalités.

## Télévision

### Séries
- 2005 : Café Jalloul de Mohamed Damak : fiancé de Selima
- 2008-2014 : Maktoub de Sami Fehri : Elyes Abd El Hak
- 2010 : Min Ayam Mliha d'Abdelkader Jerbi : Si Hayder
- 2011 : L'ombra del destino (it) de Pier Belloni (it)
- 2012 : Omar de Hatem Ali : Bahan (chef de l'armée romaine)
- 2015-2020 : Awled Moufida de Sami Fehri : Badr Ben Saleh
- 2018 : Tej El Hadhra de Sami Fehri : Kheireddine Pacha
- 2019 : Kingdoms of Fire (en) de Peter Webber : Kurtbay
- 2021-2022 : El Foundou de Saoussen Jemni : Slim
- 2022 : Baraa de Mourad Ben Cheikh et Sami Fehri : Youssef
- 2023 :
  - Djebel Lahmar de Rabii Tekali : Taïm
  - Lalla Cinderella de Sonia Ben Belgacem : Emir
- 2025 : Sahbek Rajel de Kaïs Chekir : Mehdi Tagorti

### Mini-séries
- 2012 : Maria di Nazaret (it) de Giacomo Campiotti : Matthias

### Téléfilm
- 2012 : Santa Barbara (it) de Carmine Elia (it) : Gaio

### Émissions
- 2006 : Jetset sur Hannibal TV : animateur
- 2013 : Taxi (épisode 6) sur Ettounsiya TV : invité
- 2020 : Fekret Sami Fehri de Hédi Zaiem (ar) sur El Hiwar El Tounsi : invité de l'épisode 42 (partie 1) de la saison 2
- 2020-2022 : L'Arena sur El Hiwar El Tounsi : animateur et producteur
- 2023 : Test Drive sur El Hiwar El Tounsi : animateur